# Antepione constricta
Antepione constricta là một loài bướm đêm trong họ Geometridae.